# Constanza Farnesio
Constanza Farnesio (Roma, 19 de diciembre de 1500 - 23 de mayo de 1545), fue una hija de Alejandro Farnesio y Silvia Ruffini, nacida antes de que su padre se convirtiera en el Papa Pablo III. Sus hermanos fueron Pedro Luis, Pablo y Ranuccio.

## Biografía
Constanza Farnesio nació de la relación ilegítima que su padre, Alejandro Farnesio, tenía con Silvia Ruffini, la esposa del comerciante romano Giovanni Battista Crispo. Después de la muerte de su marido, Silvia vivió discretamente en concubinato con Alejandro, a quien le dio otros tres hijos: Pedro Luis, Pablo y Ranuccio. A diferencia de sus hermanos Pedro Luis y Pablo, que fueron legitimados por el papa Julio II, y de Ranuccio, que lo fue por León X, Constanza fue reconocida solo como hija natural.
En 1517 se casó con Bosio II Sforza de Santa Fiora, cuarto conde de Santa Fiora, y tuvo su primer hijo Guido Ascanio Sforza di Santa Fiora en noviembre del año siguiente. Más tarde dio a luz otros nueve hijos y vivió con su padre en el Palacio Farnesio en Roma, mientras que sus hijos fueron criados junto con los de su hermano Pedro Luis en propiedades fuera de Roma.
Después de la elección de su padre como pontífice, comenzó una temporada llena de satisfacciones para ella. De hecho, en 1543 el Papa le otorgó el gobierno de Bolsena y una finca cerca de Perugia. Además, recibió una pensión fija de 300 escudos de oro por mes. Constanza adquirió una considerable influencia en los asuntos de la iglesia: El 18 de diciembre de 1534, a sólo dos meses de la subida del padre al trono de Pedro, obtuvo el capelo cardenalicio para su primogénito de solo dieciséis años, e incluso después también el de su medio hermano Tiberio Crispo. La fama de sus intercesiones se extendió rápidamente en la Curia romana, incluso Ignacio de Loyola le pidió que intercediera ante su padre.
Constanza Farnesio murió en Roma el 23 de mayo de 1545. Fue un duro golpe para su padre, quien se retiró durante un par de días con Silvia Ruffini en Frascati a llorar su muerte.

## Descendencia
Casada con Bosio II Sforza, conde de Santa Fiora y Cotignola, fueron padres de diez hijos (seis hombres y cuatro mujeres):
- Guido Ascanio Sforza di Santa Fiora (1518-1564), cardenal de Santa Fiora desde 1534.
- Sforza I Sforza (1520-1575), condotiero, casado con Luigia Pallavicini y luego con Caterina Nobili.
- Carlo Sforza (1524-1571), almirante.
- Mario I Sforza (1530-1591), el quinto conde de Santa Fiora, se casó con Fulvia Conti en 1548.
- Alessandro Sforza de Santa Fiora (1534, 1581), cardenal, obispo de Parma.
- Faustina Sforza se casó con Muzio Sforza (1528 / 29-1553), marqués de Caravaggio.
- Francesca Sforza se casó con Girolamo Orsini, señor de Bracciano.
- Camilla Sforza se casó con Besso Ferrero Fieschi, Marqués de Masserano.
- Paolo Sforza.
- Giulia Sforza, casada con Sforza Pallavicino, marquesa de Cortemaggiore y Zibello.

## Leyenda negra
Según la leyenda negra cometió incesto con su padre.